# Heizgrenze
Die Heizgrenze (HG) ist ein Temperaturgrenzwert der an einem Tag gemessenen mittleren Außentemperatur, unter dem die Heizungsanlage angeschaltet werden muss, um die Innentemperatur auf einem gewünschten Wert zu halten. Tage, an denen die Heizgrenze unterschritten wird, nennt man Heiztage.

## Normwerte
Für die Heizgrenze werden verschiedene Daten zugrunde gelegt, sodass man die Heizgrenze und darauf bezogene Werte indiziert:
- nach der deutschen DIN 4108 T6 Wärmeschutz in Gebäuden und VDI 2067 Raumheizung: Berechnung der Kosten von Wärmeversorgungsanlagen wird die Heizgrenze bei 15 °C und die Innentemperatur bei 20 °C angenommen, man gibt HG20/15 an
- in Österreich,[1] der Schweiz[2] und Liechtenstein verwendet man eine Heizgrenze von 12 °C und Innentemperatur 20 °C, man gibt HG20/12 an
- daneben finden sich auch Berechnungen auf Basis HG25/17[3]

Der Grenzwert der mittleren Außentemperatur zur Ermittlung der Heizperiode betrug in der Vergangenheit auch in Deutschland 12 °C, wurde aber mit gestiegenen Komfortansprüchen auf 15 °C heraufgesetzt. Aufgrund einer verbesserten Wärmedämmung der Gebäude werden Überlegungen angestellt, den Grenzwert wieder herabzusetzen.
Die Heizgrenze ist auch für die Ermittlung der Gradtagzahl/Heizgradtage notwendig, der aufsummierten Temperaturdifferenzen zwischen durchschnittlicher Tagesaußentemperatur und Heizgrenze bzw. Innentemperatur, ein für einen Ort spezifischer Messwert, den man für Heizbedarfsrechnung und Heizkostenrechnung verwendet.

## Gebäudespezifische Werte
Abweichend von der allgemeinen Angabe kann auch ein gebäudespezifischer Wert verwendet werden. Bei gut gedämmten Bauten und Energiesparhäusern kann die Heizgrenze deutlich niedriger liegen, und damit weniger Heiztage nötig sein, als ortsüblich auftreten, und die Heizperiode kürzer sein.
| Bautyp                      | Heizgrenze °C | Heizleistung W/m2 1 |
| --------------------------- | ------------- | ------------------- |
| vor 1977                    | 015–17        | 80–150              |
| 1977–1995                   | 014–16        | 60–120              |
| EnEV und WSchwV nach 1995 2 | 012–15        | 25–80               |
| Niedrigenergiehaus          | 11,5–14       | 20–60               |
| 3-Liter-Haus                | 10,5–12       | 15–30               |
| Passivhaus                  | 09,5–11       | 05–20               |

Quelle: Energiedepesche 1/2007 Ermittlung der Heizgrenze …
1  Quadratmeter Wohnfläche, nach Usus, Werte grober Bereich
2  Deutschland: Energieeinsparverordnung 2001 und 2. Wärmeschutzverordnung 1995
Auch wenn eine höhere Raumtemperatur erwünscht ist, ergeben sich individuelle Werte. So rechnet man beispielsweise bei der Planung eines Passivhauses nach dem Belieben des Bauherren mit HG23/10 – die dafür nötigen Werte für Heiztage und Heizperiode muss man lokalen Wetterdaten entnehmen oder aus Klimamodellen errechnen.